# إدموند دولاك
إدموند دولاك (بالفرنسية: Edmond Dulac)‏ (و. 1882 – 1953 م) هو رسام، ورسام توضيحي، وpostage stamp designer من فرنسا. ولد في تولوز.
توفي في لندن .

## التعليم
تعلم في مدرسة الفنون الجميلة، وأكاديمية جوليان

## أعمال بارزة
من أهم أعماله Stories from the Arabian nights

## روابط خارجية
- إدموند دولاك على موقع إن إن دي بي (الإنجليزية)